# Horário de verão no Brasil

Fusos horários observados durante o verão brasileiro (verão meridional)
UTC −5
UTC −4
UTC −3
UTC −2

O horário de verão no Brasil foi adotado pela primeira vez em 1 de outubro de 1931, através do Decreto 20.466, abrangendo todo o território nacional. Foi designado pela sigla internacional BRST (Brasília Summer Time), e equivale a UTC −2 (salvo em MT e MS, onde equivale a UTC −3, e sua sigla internacional foi AMST (Amazon Summer Time).
Houve vários períodos em que este horário não foi adotado, porém de 1985 até 2018 o horário de verão foi adotado anualmente. Até 2007, a duração e a abrangência geográfica do horário de verão eram definidas anualmente por decreto da Presidência da República. Em 8 de setembro de 2008 foi publicado, pela Casa Civil da Presidência da República Brasileira, o decreto n° 6.558 que definiu regras para as datas de início e término do horário de verão no Brasil. Ao longo do tempo a abrangência (inicialmente nacional) foi reduzida sucessivas vezes. Até 2018, em sua última configuração, o horário de verão foi adotado nas regiões Sul, Sudeste e Centro-Oeste.
Em 25 de abril de 2019, o então presidente Jair Bolsonaro assinou decreto revogando o horário diferenciado no Brasil, com a alegação que a medida vinha representando economia de energia relativamente baixa e poderia causar desgastes na saúde da população com a alteração. Além disso, segundo o Ministério de Minas e Energia, devido a mudanças nos hábitos de vida dos brasileiros, o horário de maior consumo de energia passou do período da noite para o meio da tarde.

## Duração
Até 2007, a duração do horário de verão, bem como a abrangência geográfica, era definida anualmente por decreto da Presidência da República. O decreto N° 6.558, publicado pela Casa Civil da Presidência da República Brasileira em 8 de setembro de 2008, definiu regras para as datas de início e término do horário de verão no Brasil. A partir de então, passou a ser possível saber, antecipadamente, quais serão as datas de início e término do horário de verão, informação essa que era definida e publicada anualmente. Até a publicação deste decreto, a definição anual das datas exatas era um enorme problema para a área de Tecnologia da Informação (TI), que precisava ajustar todos os sistemas, todos os anos, com as datas de início e término do horário de verão.
Em resumo, o decreto de 2008 diz que nos estados onde o horário de verão é observado, ele inicia-se no terceiro domingo de outubro e encerra-se no terceiro domingo de fevereiro, exceto quando o terceiro domingo de fevereiro coincidir com o domingo de Carnaval. Nesse caso, o horário de verão encerra-se no domingo seguinte. O objetivo disso é evitar que, em meio a um feriado, pessoas esqueçam de ajustar seus relógios.

### Alterações e possibilidade de extinção
Tramitaram na Câmara dos Deputados diversos projetos de lei, dentre os quais os de autoria dos deputados Mário de Oliveira (PSC-MG), Armando Abílio (PTB-PB) e Valdir Colatto (PMDB-SC), que pretendem abolir o horário de verão no Brasil. A justificativa apresentada é que os benefícios com a redução da carga máxima de energia elétrica em horário de pico não atingem a maior parte dos cidadãos, enquanto que os prejuízos à saúde e à segurança pública afetam principalmente pessoas que precisam acordar cedo e ir à escola ou ao trabalho, enquanto as ruas ainda estão escuras. Segundo pesquisa realizada pelo Senado Federal por meio do DataSenado em 2018, 55% dos 12 970 participantes apoiam a abolição do horário de verão e 90% apontam que consumo de energia elétrica não será alterado caso a extinção ocorrer.
O presidente Michel Temer assinou, em 15 de dezembro de 2017, um decreto reduzindo em duas semanas o horário de verão, de modo que no ano seguinte a medida começaria a valer no primeiro domingo de novembro. A data do final não foi modificada e continuou sendo o terceiro domingo de fevereiro. A redução atendeu o pedido do presidente do Tribunal Superior Eleitoral (TSE), Gilmar Mendes, que solicitou a mudança na vigência do horário de verão de 2018 por causa das eleições. Segundo o tribunal, a medida facilitará a apuração dos votos, uma vez que o país não terá uma diferença tão extensa de fusos horários.
Já em outubro de 2018, foi anunciado que o início do horário de verão seria novamente adiado para o dia 18 de novembro, em função da realização das provas do Exame Nacional do Ensino Médio (Enem), prevista para os dias 4 e 11 do mesmo mês. Contudo, em 15 de outubro do mesmo ano, posteriormente o governo desistiu da alteração por ser tecnicamente inviável e manteve o início do horário de verão para o dia 4 de novembro.

### Extinção e retorno do horário de verão
Em 5 de abril de 2019, o presidente Jair Bolsonaro anunciou que não haveria horário de verão em 2019. Segundo o presidente, mudanças no hábito de consumo de energia o levaram a tomar a decisão. Além disso, uma pesquisa feita pelo Ministério das Minas e Energia revelou que 53% dos brasileiros é favorável ao fim do horário de verão. Não ficou definido, contudo, se a medida não poderá ser adotada novamente nos anos seguintes.
Uma pesquisa de opinião realizada pela empresa Paraná Pesquisas, entre 14 e 17 de abril, mostrou que 65,7% dos brasileiros concordam com o fim do horário de verão; 31,1% discorda; e 3,2% não sabe ou não respondeu. Foram entrevistados 2 020 pessoas de 164 municípios nos 26 estados e no Distrito Federal e o grau de confiança é de 95%.
No dia 25 de abril de 2019, Jair Bolsonaro assinou o decreto que acaba com o horário de verão. Segundo o presidente, o fim do horário diferenciado, por favorecer o relógio biológico, vai aumentar produtividade do trabalhador. Além disso, segundo nota técnica do Ministério de Minas e Energia, o horário de maior consumo de energia no país passou do período da noite para o meio da tarde, em função da popularização do ar-condicionado. A substituição de lâmpadas incandescentes por lâmpadas mais eficientes e o uso de instrumentos regulatórios também se tornaram alternativas que geram maior economia em relação às alterações de horário.

## Abrangência
Os estados que adotaram a medida, foram: São Paulo, Rio de Janeiro, Espírito Santo, Minas Gerais, Rio Grande do Sul, Santa Catarina, Paraná, Goiás, Mato Grosso, Mato Grosso do Sul e o Distrito Federal. As regiões Sul e Sudeste apresentam os maiores índices de consumo de energia elétrica; portanto, os estados que mais se destacaram no consumo da mesma, foram São Paulo (por conta de sua concentração industrial e urbana), Minas Gerais e Rio Grande do Sul. Entre esses três, o estado do Rio Grande do Sul obteve, proporcionalmente, uma economia de energia elétrica superior aos outros estados.

### Novos estados no horário de verão
Em 2011, por causa de uma crise energética, a Bahia aderiu ao horário de verão. Mas no ano seguinte, por causa do aumento dos índices locais de violência, o estado optou por sair da medida, com alta rejeição às tentativas de reimplantação do horário por parte da população do estado. Quem aderiu ao Horário de Verão naquele mesmo ano (2012) foi o Tocantins, por conta do alto consumo de energia elétrica. Porém no ano de 2013 o estado decidiu não aderir mais ao Horário de Verão, sendo excluído de sua abrangência.